# Gruffydd ap Cynan
Gruffydd ap Cynan (1055? – 1137) était un roi de Gwynedd. Il est une figure de la résistance galloise face à l'invasion des Anglais et des Normands. Sa vie fut assez mouvementée, à l'image de la situation politique de l'époque (l'invasion normande de l'Angleterre et du Pays de Galles venait de commencer). Il monta en tout quatre fois sur le trône de Gwynedd. Sa vie et sa prouesse sont célébrées dans une élégie renommée chantée par Meilyr Brydydd, barde de la cour de Gwynedd.

## Généalogie
Gruffydd ap Cynan était le fils de Cynan ap Iago, un prince gallois assez obscur qui n'a probablement jamais régné sur le Gwynedd. Il était également le petit-fils de Iago ab Idwal ap Meurig qui régna sur le Gwynedd entre 1023 et 1039. De ce fait, il est plus souvent représenté comme « petit-fils d'Iago » au lieu de la forme courante « fils de Cynan ».
La plupart des éléments de la vie de Gruffydd viennent d'une biographie, probablement écrite à des fins de propagande sous le règne de son fils Owain Gwynedd, nommée « La vie de Gruffydd ap Cynan ». Selon ce dernier, Gruffydd serait né à Dublin et aurait été élevé près de Swords en Irlande.
Sa mère aurait été Ragnhildr (gallois : Ragnaillt), une fille d'Amlaíb mac Sitriuc († 1034), un fils du roi Sigtrygg Barbe de Soie roi de Dublin. Grâce à son clan maternel, Gruffydd disposait de solides appuis avec les familles dominantes d'Irlande, notamment les Ua Briain.
Le fait est qu'au cours de ses assauts sur le Pays de Galles Gruffydd reçut une aide considérable de la part des Irlandais et des Danois, que ce soit au travers de la dynastie viking de Dublin ou bien de celle de Wexford et celle de Muircheartach Ua Briain.

## Première tentative d'invasion du Gwynedd - Un règne éphémère
En 1075, Gruffydd débarqua en Anglesey avec des troupes irlandaises, et avec l'aide du normand Robert de Rhuddlan (en), parvint à battre le précédent monarque de Gwynedd, Trahaearn ap Caradog. Malheureusement, son règne ne dura pas même pas jusqu'à la fin de l'année, car les tensions entre ses troupes irlandaises et la population galloise locale conduisirent à une révolte à Llŷn. Trahaearn profita de l'occasion pour contre-attaquer et récupérer son royaume lors de la bataille de Bron yr Erw. Gruffydd fut contraint de s'enfuir en Irlande.

## Deuxième conquête du Gwynedd
Gruffydd débarqua à nouveau en 1081 et fit une alliance avec le roi déchu de Deheubarth, Rhys ap Tewdwr, détrôné par Caradog ap Gruffydd de Morgannwg. Lors de la bataille de Mynydd Carn, ils défirent Trahaearn ap Caradog et son allié, Caradog ap Gruffydd. Gruffydd put monter sur le trône de Gwynedd tandis que Rhys récupérait le Deheubarth.

## Prisonnier des normands
Les Normands commençaient à s'intéresser au Gwynedd et Gruffydd se fit capturer par traîtrise par Hugues d'Avranches, 1er comte de Chester, qui le fit emprisonner dans son château de Chester.
Gruffydd parvint à s'échapper avant 1094. Selon sa biographie, il se trouvait enchaîné sur la place du marché de Chester lorsque Cynwrig le Haut, qui se trouvait dans cette ville pour visiter quelqu'un vit l'opportunité de le faire évader en profitant que les bourgeois soient en train de dîner. Il attrapa Gruffydd tout enchaîné et le porta sur son épaule hors de la ville.

## Reconquête du Gwynedd - Troisième règne
En 1094, Gruffydd mena des assauts contre les Normands, par exemple celui sur la ville d'Aber Lleiniog. Fin 1095, la révolte galloise contre l'occupation normande s'étendit sur d'autres régions du Pays de Galles et força Guillaume II d'Angleterre à agir. Pourtant, son intervention ne parvint même pas à inciter Gruffydd à l'affronter sur le champ de bataille et l'expédition dut revenir à Chester sans avoir accompli quoi que ce soit de notable.
Lors de l'été 1098, le baron Hugues de Chester s'allia avec Hugues de Montgommery, 2e comte de Shrewsbury afin de reprendre le Gwynedd. Gruffydd dut se replier sur l'île d'Anglesey, puis fuir à nouveau en Irlande quand une flotte de mercenaires danois qu'il avait engagés se retourna contre lui.

## Dernier règne - Querelles avec Henri d'Angleterre
Le vent tourna à nouveau en sa faveur quand une flotte norvégienne commandée par le roi Magnus III de Norvège (Magnus aux Pieds-Nus) attaqua les forces normandes près du débouché est du détroit de Menai. Hugues de Montgommery comte Shrewsbury fut tué par une flèche qui selon la tradition fut décochée par Magnus lui-même. Les Normands furent obligés d'évacuer l'Anglesey et Gruffydd put y débarquer à nouveau en 1099.
En 1101, Hugues d'Avranches, comte de Chester, mourut, et Gruffydd put en profiter pour consolider ses positions sur le Gwynedd. En 1114, il était devenu suffisamment puissant pour qu'Henri Ier d'Angleterre soit incité à l'attaquer en trois endroits. L'un des détachements de cette expédition fut envoyé par le roi Alexandre Ier d'Écosse. Débordé, Gruffydd dut rendre hommage à Henri Ier et lui payer un lourd tribut. En revanche, il ne perdit aucun territoire.
Vers 1118, les frontières du Gwynedd s'élargissaient. Comme Gruffydd se faisait déjà vieux, il est probable que ce furent ses fils, Cadwallon, Owain Gwynedd puis plus tard Cadwaladr qui s'en occupèrent. Owain et Cadwaladr, alliés à Gruffydd ap Rhys de Deheubarth remportèrent une victoire écrasante sur les Normands à Crug Mawr, près de Cardigan en 1136 et prirent possession du Ceredigion.
On considère que la période qui suivit du règne de Gruffydd fut une sorte d'« âge d'or ». Selon sa biographie, le Gwynedd « pétillait d'églises de chaux telles les étoiles du firmament ».

## Postérité
Gruffydd mourut en 1137 et de ses épouses il fut le père de nombreux enfants :  
1) Angharad ferch Owain ap Edwin  
- Owain Gwynedd qui lui succéda.
- Cadwaladr ap Gruffydd (mort en 1172)
- Cadwallon ap Gruffydd (mort en 1132)
- Rhaillt épouse de Madog ap Idnerth
- Mared épouse de Ieuaf ap Owain ap Trahearn
- Gwenllian, qui avait épousé Cadwgan ap Bleddyn puis Gruffydd ap Rhys de Deheubarth, le fils Rhys ap Tewdwr, et qui fut elle aussi reconnue pour son rôle dans la résistance contre les Anglo-normands.
- Suzanna épouse de Madog ap Maredudd prince de Powys
- Agnès

2) Ne ferch Llychwy o Lan Peulan
- Idwal de Penmon
- Duling
- Slani épouse de Hwia ap Ithel Velyn de Iâl

3) Ne fech ?
- Iago
- Rruel épouse de Llywarch ap Bleddyn

| Précédé par : Trahaearn ap Caradog | Rois de Gwynedd | Suivi par : Owain Gwynedd |

### Sources
- (en) Kari Maund, The Welsh Kings: Warriors, warlords and princes, Mill Brimscombe Port Stroud, The History Press, 2006 (ISBN 9780752429731), p. 163-67, 110-11, 139-42, 145-56, 150-63, 185, 240, 242, 244
- (en) Timothy Venning, The Kings & Queens of Wales, Mill Brimscombe Port Stroud, Amberley Publishing,, 2013 (ISBN 9781445615776), p. 72, 86-87, 97, 118, 137
- (en) David Walker, Medieval Wales, Cambridge, Cambridge University Press, 1990 (ISBN 9780521311533), p. 26-27, 33, 37, 41-42, 45, 73, 91
- (en) David Williamson, Brewer's British Royalties. A phrase and fable dictionary, Londres, Cassel, 1998 (ISBN 030434933X), p. 181 Gruffyd ao Cynan King of Gwynedd (c.1055-1137)